# 大京城堡
大京城堡，又名大金城堡:14，是位于中国福建省霞浦县长春镇大京村的一个明代古建筑，为明朝其中一个海防巡检司以及福宁卫大金守御千户所的所在地，用以抵御倭寇，城内则建设为聚居区，保留有较多旧时的人文景观。中华人民共和国时期，大京城堡成为霞浦县东冲半岛上的旅游景点之一，1981年入选霞浦县文物保护单位，1991年4月入选第三批福建省文物保护单位。

## 历史
城堡所在的大京村，古名南金、大金，以当地人拾金不昧的故事而得名，后因村民讹传朱元璋要在此建立临时都城，而谐音为“大京”。大京位于东冲半岛沿岸，地理位置较为重要，宋朝时因海上的商贸沟通而逐渐繁荣。明朝初期，倭寇时常袭扰中国沿海，洪武二十年（1387年），江夏侯周德兴奉朝廷的命令，主持在福建福宁州的卫所修筑大金守御千户所城堡。城堡建成后，名列福建十二大千户所之首，与外洋烽火门、南日山和浯屿水寨相互形成犄角，多次抵御倭寇进攻，城内军民混居，进行了相应的民生建设。隆庆元年（1567年）城堡得到进一步扩建，万历三年（1575年）扩建了西南城。
清朝时期，倭患逐渐消失，城中居民人数逐渐接近于小县城的规模，城内街道多次得到修缮。至清朝晚期，城堡已完全失去海防作用，整体转为民用。中华人民共和国成立后，为抵御台风，大京村民在城外沙滩上种植了数量众多的木麻黄。1980年代起，大京城堡成为霞浦县旅游景点之一，辟有“大京七大胜景”。1981年8月，大京城堡入选第一批霞浦县文物保护单位，1991年4月被福建省人民政府公布为第三批福建省文物保护单位。

## 建筑
大京城堡是明代抵御海匪防御体系的重要组成部分:910-919。城周长2815米，城墙高7米，由方块毛石砌成，规模宏大，北侧依山势而不设城门，开东、西、南三面城门，东门高6.5米，面阔3.6米，基座5.2米，拥有双重建构，外门开向海岸，内门则开向城内，使得城堡有了“瓮城”之俗称。城外原有长850米的护城河，但现今已干涸，原来的河床长满青草。至今城墙大部分建筑保存完好。

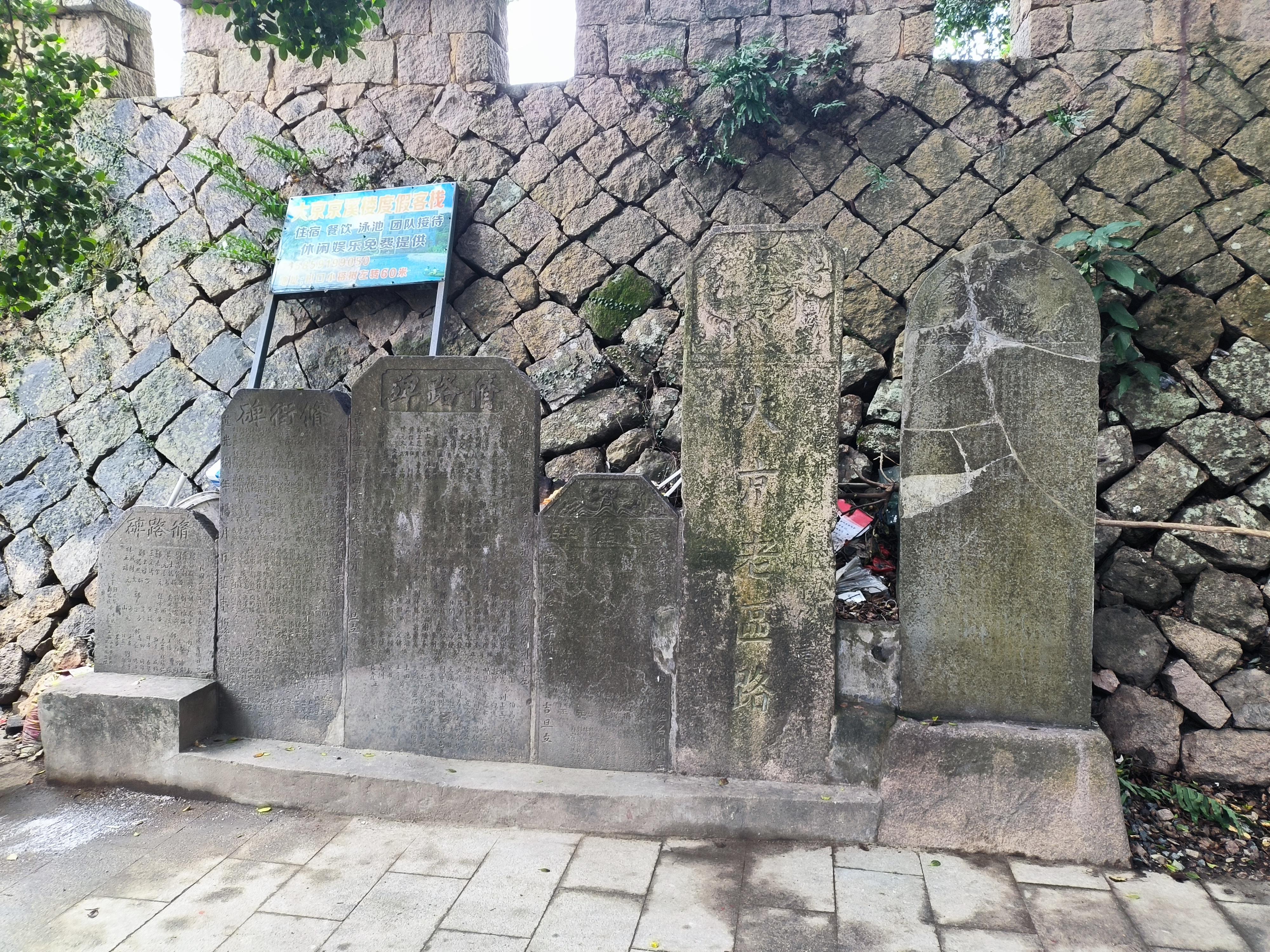
大京城堡外历代各类型碑记

作为保护居民的海防工事，大京城堡内留存有古街、古民居等历史建筑。城内的街道为条石铺筑，长1200多米，宽7米，街上建有诸多跨街亭，规模较大的现已不存在，仅留有旧时的旗杆夹遗存，规模较小的则现存有四座，分别名为“天地亭”、“巷里亭”、“迎恩亭”和“仓口亭”，这些街亭的梁栋、斗拱、飞檐等都保存较好。城内还有两口明朝时期开凿的古井，周边围以石雕的井栏，城内外还保存有明朝万历三年的“大金拓西南城碑记”，清朝道光八年（1828年）、光绪二十年（1894年）的修街碑，民国20年（1931年）的修路碑，以及若干中华人民共和国时期所立的碑记。